# Марш, Генри
Генри Томас Марш (англ. Henry Thomas Marsh; р. 5 марта 1950) — британский нейрохирург, автор бестселлеров «Не навреди: Истории о жизни, смерти и нейрохирургии» (англ. Do No Harm: Stories of Life, Death and Brain Surge) и «Призвание».

## Образование
Учился в подготовительной Dragon School (Оксфорд) и в Вестминстерской школе в Лондоне. Впоследствии изучал политологию, философию и экономику в Университетском колледже (Оксфорд) и Оксфордском университете. Получил награду Королевской медицинской школы.

## Карьера. Общественная деятельность
До 2015 года работал старшим нейрохирургом-консультантом в Больнице св. Юрия (St george’s Hospital, южный Лондон), одном из крупнейших британских центров хирургии мозга. Специализируется на операциях на мозге под местной анестезией.
В 2004 году стал главным персонажем документального фильма BBC «Your Life in Their Hands» («Ваша жизнь — в их руках»), который получил золотую медаль Королевского Телевизионного Общества.
Начиная с 1992 года, сотрудничает с нейрохирургами постсоветских стран, главным образом в Украине. Первым на Украине сделал операцию по невралгии тройничного нерва. Его деятельность на Украине стала темой британского документального фильма «Английский хирург» (2007), представленного в Storyville (программе-сериале документальных фильмов 4-го телеканала BBC) в сезоне 2007—2008. Это фильм о хирурге, который борется с моральными и этическими проблемами. Большую его часть сняли в украинской больнице.
Зимой 2013—2014 был на Майдане в Киеве во время Евромайдана. Неоднократно приезжал во Львов, где давал бесплатные консультации в нейрохирургическом отделении Детской клинической больницы, а также выступал в украинских вузах с лекциями.

## Литературная деятельность
В 2014 году в британском издательстве «Orion Publishers» вышли его мемуары «Do No Harm: Stories of Life, Death and Brain Surgery». По оценке журнала «The Economist», книге присущ удивительно элегантный стиль написания", а «в лице Г. Марша нейрохирургия нашла своего Босуэла».
В 2015 нейрохирург Андрей Мизак перевел английский бестселлер на украинский язык, в августе того же года книга «Не навреди: Истории о жизни, смерти и нейрохирургии» вышла в «Издательстве Старого Льва» в оформлении Назар Гайдучика. В 2015 году Генри Марш был одним из главных иностранных гостей Форума издателей во Львове, в рамках которого провел лекцию «Бремя выбора между правдой и надеждой» для студентов Украинского Католического Университета и принял участие в презентации украинского перевода своей книги.
В 2017 году в «Издательстве Старого Льва» в переводе Екатерины Михалицыной вышло продолжение книги — «Ни солнце, ни смерть. Из дневника нейрохирурга» (англ. Admissions: A Life in Brain Surgery). В издательстве отметили: «„Ни солнце, ни смерть“ — это цитата из Ларошфуко (Ни на солнце, ни на смерть невозможно смотреть в упор, — ред.). Поскольку в англоязычном названии использована игра слов, которую можно перевести на русский в таком формате, то переводчица Екатерина Михалицына, общаясь с Генри Маршем, искала альтернативное название и вместе с Генри они остановились на этом варианте»". Генри Марш стал одним из почетных гостей 24-го Форума издателей.

## Личная жизнь
Женат на социальном антропологе Кейт Фокс (Kate Fox) — именно ей он посвятил свою первую книгу. Имеет трёх детей от первого брака.
В свободное время занимается изготовлением мебели, садоводством и пчеловодством.

## Награды
- Орден Британской империи степени командора (12 июня 2010) — «за заслуги в медицине в Соединённом Королевстве и Украине»[14].

## Книги
- Do No Harm. Orion, London 2014 ISBN 978-0297869870
  - Um Leben und Tod: Ein Hirnchirurg erzählt vom Heilen, Hoffen und Scheitern.[15] Aus dem Englischen von Katrin Behringer, DVA, München 2015 ISBN 978-3-421-04678-9
  - Генри Марш. Не навреди. Истории о жизни, смерти и нейрохирургии. — Эксмо, 2016. — (Медицина без границ. Книги о тех, кто спасает жизни). — ISBN 978-5-699-83020-6.
- Admission. A Life in Brain Surgery. London : Weidenfeld & Nicolson, 2017